# Domenico Urbano
Domenico Urbano (Vasto, 17 gennaio 1976) è un pugile italiano, ex campione dell'Unione Europea nella categoria pesi piuma.

## Biografia
Domenico Urbano (registrato in anagrafe come Domenicantonio perché il 17 gennaio è il giorno di sant'Antonio abate) inizia a praticare pugilato all'età di 12 anni. Si tessera all'età di 13 anni con la società pugilistica Vasto Ring iniziando a combattere. Nel 1990 fu convocato per la prima volta al ritiro collegiale della nazionale italiana di pugilato e successivamente alla preparazione di vari tornei internazionali, tra cui un europeo ed un mondiale juniores, insieme alla nazionale maggiore.

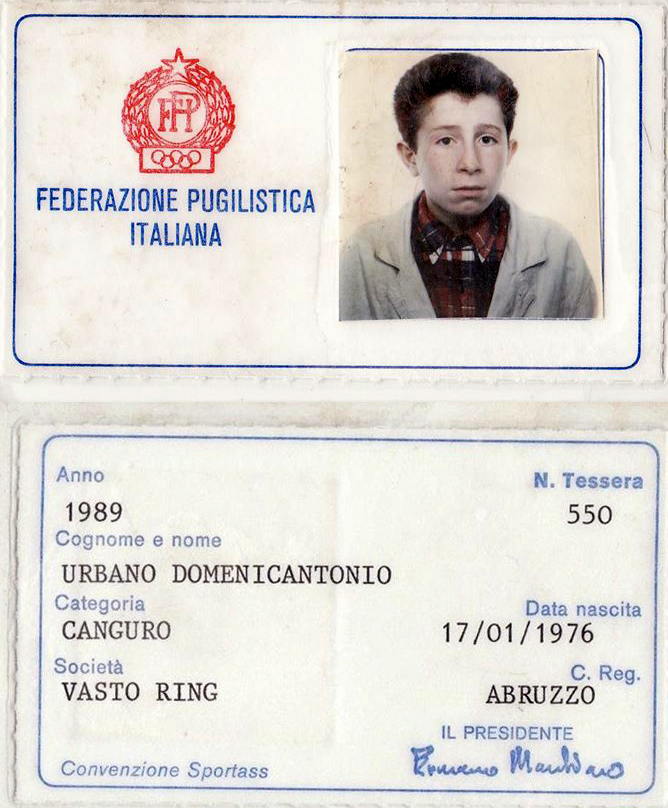
Primo tesseramento di Domenico Urbano

Nel 1992, durante un ritiro collegiale della neonata nazionale Under-16 a Foggia, gli venne diagnosticata un'extrasistole e di conseguenza gli fu ritirata l'idoneità agonistica alla pratica del pugilato. Si trasferisce quindi in Svizzera dove svolge attività a livello dilettantesco. Partecipa al torneo ALI CUP qualificandosi al 4º posto e debutta professionista il 20 dicembre 1997 a Bellinzona.
Superati i problemi medici, nel 2001 torna in Italia e si tessera per la federazione italiana. Nel 2002 si batte per il titolo italiano nella categoria pesi piuma contro Alberto Servidei, perdendo il match per squalifica al quinto round.
Nel 2004 vince il titolo Unione Europea nei pesi piuma contro il pugile spagnolo Manuel Calvo. Difende il titolo vittoriosamente per quattro volte, l'ultima nel 2007 contro il campione italiano in carica David Chianella vincendo per KO tecnico al quinto round.
Il titolo gli viene tolto a "tavolino" per non averlo difeso nei tempi imposti dall'ente europeo.
Dopo una pausa di tre anni, torna sul ring nel 2011 con licenza cecoslovacca e affronta Guillaume Salingue per il titolo intercontinentale WBF nei pesi leggeri, perdendo ai punti.
Nel febbraio 2012 si doveva battere per il mondiale WBF a Durban (Sudafrica) con il pugile locale Mzonke Fana ma il match fu rinviato.
Nel 2012 tenta di conquistare il titolo europeo WBO organizzato dal potente promoter Frank Warren nella categoria pesi superpiuma contro il britannico Liam Walsh:alle operazioni di peso l'inglese risulta più pesante di 10kg ma il match si svolge lo stesso, Urbano viene Urbano viene sconfitto per KO tecnico.
Nel 2016 tenta la conquista del titolo tedesco BDB nei superleggeri a Monaco di Baviera contro Howik Bebraham, ma viene sconfitto ai punti. Il 18 novembre 2017 si batte per il mondiale GBU con il detentore 20 anni più giovane di lui Deniz Ilbay ma viene squalificato all'ottavo round.

## Filmografia
- Nel 2019 è protagonista del film documentario Urbano diretto da Giuseppe Di Renzo in cui si racconta, in un periodo di tempo di circa sei anni, la vita e la carriera di Domenico Urbano.

## Impegno nel sociale
- Ha partecipato alla partita di beneficenza "Oltre il muro" organizzata a Vasto da Alberto Baiocco "oltre il muro" protagonista della decima edizione del "Grande Fratello" e altri concorrenti della stessa edizione, e una selezione mista tra detenuti e Polizia penitenziaria dell'istituto vastese.

## Riconoscimenti
- 2005, Premio CONI per meriti sportivi

- 2007, Premio CONI festa dello sport
- 2007, Premio Rocky Marciano, medaglia d'oro come atleta dell'anno, insieme a Massimo Oddo e Danilo Di Luca
- 2017, Premio Sirenettà d’Argento, premio assegnato dal Comune di Vasto il 28 settembre sul palco del Teatro Rossetti dal sindaco di Vasto Francesco Menna, Gabriele Cirilli, Gianni Letta.